# جهانگیر الماسی
جهانگیر الماسی (زادهٔ ۱۸ خرداد ۱۳۳۴) بازیگر اهل ایران است. او فارغ‌التحصیل رشته شیمی و فوق لیسانس حقوق و روابط بین‌الملل (۱۳۵۵) است. وی فعالیت هنری خود را در تئاتر از سال ۱۳۴۸ در اهواز آغاز کرد و با بازی در فیلم ریشه در خون وارد سینما شد. تشکیل گروه تئاتر آژیده با پرویز بشردوست (۱۳۵۲)، فعالیت در واحد فرهنگی تلویزیون و انتشار نشریه نوشین (۵۹–۱۳۵۸) از دیگر کارهای اولیه جهانگیر الماسی بوده‌اند. او در مجموعه‌های تلویزیونی پس از باران و در چشم باد بازی کرده‌است.

## کارنامهٔ هنری

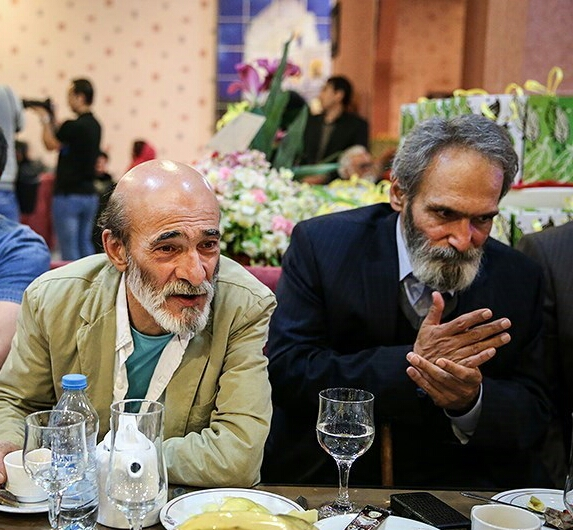
جهانگیر الماسی و سید ضیاالدین دری فروردین ۱۳۹۴

- نگارش و کارگردانی فیلم کوتاه زائرانه
- کارگردانی فیلم سینمایی زمانی برای امیرعلی
- کارگردانی فیلم سینمایی رنج و سرمستی

### سینما
- کاناپه (1395 کیانوش عیاری)
- خروج(۱۳۹۸ ابراهیم حاتمی کیا)
- رنج و سرمستی (فیلم) (١٣٩٢ جهانگیر الماسی)
- سیب و سلما (١٣٨٩ حبیب‌الله بهمنی) به عنوان نویسنده
- دایناسور (۱۳۸۶ پرویز شیخ طادی)
- پشت پرده مه (۱۳۸۳ پرویز شیخ‌طادی)
- صنوبر (۱۳۸۰ مجتبی راعی)
- سهراب (۱۳۷۸ سعید سهیلی)
- کمیته مجازات (۱۳۷۷ علی حاتمی)
- تابلویی برای عشق (۱۳۷۷ حسینعلی لیالستانی)
- ساغر (۱۳۷۶ سیروس الوند)
- عشق گمشده (۱۳۷۵ شهرام اسدی)
- بانی چاو (۱۳۷۴ احمدرضا گرشاسبی)
- عاشق فقیر (۱۳۷۴ حسینعلی لیالستانی)
- پایان کودکی (کودک قهرمان) (۱۳۷۲ کمال تبریزی)
- هبوط (۱۳۷۲ احمدرضا معتمدی)
- آذرخش(۱۳۷۱ احمدرضا درویش)
- دیگه چه خبر!؟ (۱۳۷۰ تهمینه میلانی)
- آهوی وحشی (۱۳۶۹ حمید خیرالدین)
- افسانه آه (۱۳۶۹ تهمینه میلانی)
- جدال بزرگ (۱۳۶۹ علی‌اصغر شادروان)
- نقش عشق (۱۳۶۹ شهریار پارسی‌پور)
- باد سرخ (۱۳۶۷ جمشید ملک‌پور)
- تفنگ‌های سحرگاه (۱۳۶۷ بهروز افخمی)
- لنگرگاه (۱۳۶۷ کیومرث پوراحمد)
- نار و نی (۱۳۶۷ سعید ابراهیمی‌فر)
- سرزمین آرزوها (۱۳۶۶ مجید قاری‌زاده)
- محموله (۱۳۶۶ سیروس الوند)
- ویزا (۱۳۶۶ بهرام ری‌پور)
- شبح کژدم (۱۳۶۵ کیانوش عیاری)
- آوار (۱۳۶۴ سیروس الوند)
- پدربزرگ (۱۳۶۴ مجید قاری‌زاده)
- تنوره دیو (۱۳۶۴ کیانوش عیاری)
- آشیانه مهر (۱۳۶۳ جلال مقدم)
- ریشه در خون (۱۳۶۳ سیروس الوند)

### تلویزیون
| سال       | عنوان مجموعه        | بازیگر | کارگردان                               | توضیحات |
| --------- | ------------------- | ------ | -------------------------------------- | ------- |
| ١٣٩٨      | دریا نزدیک است      | بازیگر | علی موسی مهدی پور                      | شبکه ٣  |
| ۱۳۸۸      | یک روز جمعه         | بازیگر | شفیع آقا محمدیان تله فیلم              |         |
| ۱۳۸۷      | طفلان مسلم          | بازیگر | مجتبی یاسینی                           | شبکه ۲  |
| ۱۳۸۵      | سال‌های برف و بنفشه  | بازیگر | سعید سلطانی                            | شبکه سه |
| ۱۳۸۷–۱۳۸۲ | در چشم باد          | بازیگر | مسعود جعفری جوزانی                     | شبکه ۱  |
| ۱۳۸۲      | سه، پنج، دو         | بازیگر | مهرداد غفارزاده                        |         |
| ۱۳۸۱      | ثارالله             | بازیگر | شهریار بحرانی                          | پخش نشد |
| ۱۳۸۰      | جوانی               | بازیگر | سعید سلطانی                            | شبکه سه |
| ۱۳۷۹      | پس از باران         | بازیگر | سعید سلطانی                            | شبکه ۳  |
| ۱۳۷۷      | تله‌فیلم «مهر و آذر» | بازیگر | جواد کراچی                             |         |
| ۱۳۷۷      | انتظار سرخ          | بازیگر | محمد درمنش                             | شبکه ۱  |
| ۱۳۷۷      | گوهر کمال           | بازیگر | عباس رنجبر                             | شبکه یک |
| ۱۳۷۱      | چشمه زندگی          | بازیگر | حمید خیرالدین                          | شبکه ۲  |
| ۱۳۷۰      | ماجرا               | بازیگر | سیاوش دولت‌سرایی                        |         |
| ۱۳۶۸      | ایستادن در باد      | بازیگر | سیاوش دولت‌سرایی                        | شبکه ۲  |
| ۱۳۶۷      | بخش چهار جراحی      | بازیگر | مسعود فروتن                            | شبکه ۲  |
| ۱۳۶۸–۱۳۶۶ | با سلسله حکمت       | بازیگر | اکبر خواجویی، سیروس مقدم و مرتضی جعفری | شبکه ۱  |
| ۱۳۶۶–۱۳۶۳ | کوچک جنگلی          | بازیگر | بهروز افخمی                            | شبکه ۱  |
| ۱۳۶۱      | همشهری              | -      | خودش                                   |         |
| ۱۳۶۱      | ستارخان             | -      | خودش                                   |         |
| ۱۳۶۱      | ز هر کوی            | بازیگر | منصور کوشان مهوش جزایری                | شبکه    |
| ۱۳۶۶–۱۳۵۸ | هزاردستان           | بازیگر | علی حاتمی                              | شبکه ۱  |

### طرح اولیه داستان از
- سیب و سلما (۱۳۸۹)

### فیلم‌های کوتاه
- نمره انضباط صفر
- زمانی برای امیرعلی

### تئاتر
- از پا نیفتاده‌ها
- پلاسیده‌های قرن یائسه
- چهار صندوق
- سلطان مار
- عباس آقا آهنگر
- سیزیف و مرگ
- غبار
- بازی در نمایش "ویلن ساز کره موناً به کارگردانی "کیان ارثی"؛ اهواز، باشگاه گمرگ و کارخانه نیشکر؛ ۱۳۵۱
- بازی در نمایش "عمو زنجیر باف" به کارگردانی "پرویز بشردوست"؛ تهران، آمفی تئاتر ایران و آمریکا؛ ۱۳۵۲
- بازی در نمایش "Hi Amlei" به کارگردانی "تری گراهام"؛ تهران، آمفی تئاتر ایران و آمریکا؛ ۱۳۵۲
- بازی در نمایش "پرانتزها را ببندید" به کارگردانی "پرویز بشردوست"؛ تهران، اداره تئاتر؛ ۱۳۵۳
- بازی در نمایش "باغ آرزوهاً به کارگردانی "محمد صالح‌علا"؛ تهران، آب‌انبار سیدالماس؛ ۱۳۵۴
- کارگردانی نمایش "وقتی که سربازها حمله می‌کنند" نوشته"سوگلی دره"؛ دانشگاه تهران؛ ۱۳۵۳
- کارگردانی نمایش "بن بست" نوشته"سوگلی دره"؛ دانشگاه تهران؛ ۱۳۵۴
- کارگردانی نمایش "انفارکتوس، سوگلی دره"؛ تهران، اداره تئاتر؛ ۱۳۵۵
- بازی در نمایش "افسانه ماشاءالله خان" به کارگردانی "پرویز بشردوست"؛ تهران، تئاترشهر؛ ۱۳۵۸
- بازی در نمایش "هفت نمایش کوتاه" به کارگردانی "اسماعیل خلج"؛ تهران، تئاترشهر؛ ۱۳۵۹
- بازی در نمایش "آن زمان فراخواهد رسید" به کارگردانی "هرمز هدایت"؛ ۱۳۵۹
- بازی در نمایش "مأموریت حساس" به کارگردانی "؟"؛ ۱۳۶۰
- بازی در نمایش "از نو شکفتن و مرگ" به کارگردانی "اسماعیل خلج"؛ تهران، تئاترشهر؛ ۱۳۶۱
- بازی در نمایش "یغمای باشکوه خورشید" به کارگردانی گروهی؛ تهران، تئاترشهر؛ ۱۳۶۲
- بازی در نمایش "استنطاق" به کارگردانی "فردوس کاویانی"؛ تهران، تئاترشهر؛ ۱۳۶۳
- نگارش و کارگردانی نمایش تلویزیونی"ستارخان"؛ ۱۳۶۳
- نگارش و کارگردانی نمایش تلویزیونی "همشهری"؛ ۱۳۶۴
- نگارش و کارگردانی نمایش تلویزیونی "شب مکنل"؛ ۱۳۶۴
- بازی در نمایش "مرگ دستفروش" به کارگردانی "اکبر زنجان‌پور"؛ تهران، تئاترشهر؛ ۱۳۶۴
- نگارش و بازی در نمایش "رخش دلم جز بار محبت نخواهد برد" به کارگردانی "سیاوش طهمورث"؛ تهران، تئاترشهر؛ ۱۳۶۵

## جشنواره ها
|  |  |

| بین المللی فیلم فجر ـ دوره بیست و سوم (ایران ) |         |               |                                                   |
| بخش مسابقه سینمای ایران                        |         |               |                                                   |
| سال                                            | نتیجه   | عنوان جایزه   | موضوع/دریافت کننده                                |
| ۱۳۸۳                                           | برگزیده | تقدیر         | نقش اول مرد برای فیلم : پشت پرده ی مه             |
|                                                |         |               |                                                   |
| بین المللی فیلم فجر ـ دوره شانزدهم (ایران )    |         |               |                                                   |
| بخش مسابقه سینمای ایران                        |         |               |                                                   |
| سال                                            | نتیجه   | عنوان جایزه   | موضوع/دریافت کننده                                |
| ۱۳۷۶                                           | کاندیدا | (-----------) | نقش دوم مرد برای فیلم : عشق گمشده                 |
|                                                |         |               |                                                   |
| بین المللی فیلم فجر ـ دوره چهاردهم (ایران )    |         |               |                                                   |
| بخش مسابقه سینمای ایران                        |         |               |                                                   |
| سال                                            | نتیجه   | عنوان جایزه   | موضوع/دریافت کننده                                |
| ۱۳۷۴                                           | کاندیدا | (-----------) | نقش اول مرد برای فیلم : بانی چاو                  |
|                                                |         |               |                                                   |
| دفاع مقدس ـ دوره پنجم (ایران )                 |         |               |                                                   |
| بخش مسابقه فیلم های بلند                       |         |               |                                                   |
| سال                                            | نتیجه   | عنوان جایزه   | موضوع/دریافت کننده                                |
| ۱۳۷۳                                           | کاندیدا | (-----------) | نقش اول مرد برای فیلم : پایان کودکی (کودک قهرمان) |
|                                                |         |               |                                                   |
| بین المللی فیلم فجر ـ دوره هفتم (ایران )       |         |               |                                                   |
| بخش مسابقه سینمای ایران                        |         |               |                                                   |
| سال                                            | نتیجه   | عنوان جایزه   | موضوع/دریافت کننده                                |
| ۱۳۶۷                                           | کاندیدا | (-----------) | نقش اول مرد برای فیلم : نار و نی                  |
|                                                |         |               |                                                   |
| بین المللی فیلم فجر ـ دوره ششم (ایران )        |         |               |                                                   |
| بخش مسابقه سینمای ایران                        |         |               |                                                   |
| سال                                            | نتیجه   | عنوان جایزه   | موضوع/دریافت کننده                                |
| ۱۳۶۶                                           | کاندیدا | (-----------) | نقش دوم مرد برای فیلم : ویزا                      |
|                                                |         |               |                                                   |